# Kiên Đàm
Kiên Đàm (giản thể: 坚镡; phồn thể: 堅鐔; bính âm: Jiān Tán, ?—50)  tự Tử Cấp hay Tử Bì (theo Đông Quan Hán ký), người Tương Thành, Dĩnh Xuyên , tướng lĩnh, khai quốc công thần nhà Đông Hán, một trong Vân Đài nhị thập bát tướng.

## Cuộc đời và sự nghiệp
Ban đầu ông làm Lại trong huyện. Khi Lưu Tú đánh dẹp Hà Bắc, có người tiến cử, nên được gặp. Lưu Tú thấy Đàm thực sự có năng lực, dùng làm Chủ bộ; sau đó bái làm Thiên tướng quân, cho theo quân bình định Hà Bắc, được cầm quân riêng đánh phá quân nông dân Đại Thương ở Lư Nô . Lưu Tú lên ngôi, là Hán Quang Vũ đế, bái Đàm làm Dương hóa tướng quân, phong Âm Cường  hầu.
Đàm cùng chư tướng đánh Chu Vĩ ở Lạc Dương, được bộ tướng của Vĩ giữ phía đông thành làm phản gián, hẹn riêng với Đàm mở cửa Thượng Đông (cửa đầu tiên theo trục Bắc – Nam của mặt đông thành Lạc Dương cũ). Ông cùng Kiến nghĩa đại tướng quân Chu Hỗ vào lúc mờ sáng xông vào, giao chiến với quân địch ở Vũ Khố (kho chứa binh khí), chém giết rất nhiều, đến khi trời sáng hẳn thì lui quân. Về sau Vĩ chấp nhận đầu hàng, ông lại cầm quân riêng đánh Nội Hoàng, dẹp được.
Năm Kiến Vũ thứ 2 (26), Đàm cùng Hữu tướng quân Vạn Tu đánh dẹp các huyện Nam Dương, người Đổ Hương là Đổng Hân chiếm cứ Uyển Thành, bắt Nam Dương thái thú Lưu Lân. Ông bèn đưa quân đến Uyển, chọn dũng sĩ cảm tử nhân đếm tối trèo lên thành, phá cửa cho đại quân tiến vào. Hân bèn bỏ thành chạy về Đổ Hương. Bấy giờ Đặng Phụng bất mãn Ngô Hán mà làm phản ở Tân Dã. Khi ấy Vạn Tu bệnh mất, Đàm đơn độc nam cự Đặng Phụng, bắc chống Đổng Hân. Suốt 1 năm đường sá cách trở, lương thảo không đến được, ông ăn uống sơ sài, đồng cam cộng khổ với binh sĩ. Mỗi lần ra trận, Đàm đều đi trước, trên người có 3 vết thương, nhờ vậy mà bảo toàn được quân đội. Sau đó, Đế thân đến Nam Dương đánh Hân, Phụng, dùng Đàm làm Tả tào, theo quân chinh phạt.
Năm thứ 6 (30), ông được phong Hợp Phì hầu. Năm thứ 26 (50), mất. Con là Hồng kế tự.